# Jesse Bradford
Jesse Bradford Watrouse (Norwalk, Connecticut; 28 de mayo de 1979) es un actor estadounidense.

## Primeros años
Es el único hijo de los actores Terry Porter y Curtis Watrouse, que apareció en comerciales, telenovelas y películas industriales. Su madre también interpretó a la madre de su personaje en Hackers (1995). Los primos de Bradford son Jonathan Svec (miembro de las bandas Splender y Edison) y Sarah Messer, escritora y poetisa. Comenzó a actuar a la edad de ocho meses, apareciendo en un comercial de Q-Tip. Bajo el estímulo de sus padres, Bradford comenzó a modelar y hacer audiciones para interpretar papeles; su primera aparición en cine fue como el hijo de Robert De Niro en Falling in Love (1984).
Se graduó de Brien McMahon High School, donde se describió como un nerd de la geología. Él era el rey del baile, capitán del equipo de tennis, y fue votado como el "mejor vestido" y "actor favorito" por su clase en la escuela secundaria (aunque no estaba en el club de teatro). Él pasó a asistir a la Universidad de Columbia, donde se graduó en 2002 con una licenciatura en cine.

## Carrera
Como actor infantil, Bradford protagonizó las películas bien reseñadas Presumed Innocent (1990), King of the Hill (1993) y Far from Home: The Adventures of Yellow Dog (1995). Posteriormente, ha tenido varios papeles notables en cine, incluyendo Romeo + Juliet (1996) y Bring It On (2000). En 2002, apareció como protagonista en dos películas: Clockstoppers y Swimfan. También tuvo un papel menor como el interno Ryan Pierce en la Casa Blanca para nueve episodios durante la quinta temporada de The West Wing.
Bradford interpretó el papel de Rene Gagnon en la película 2006 Flags of Our Fathers, basada en el libro homónimo de James Bradley. La película trata sobre la Batalla de Iwo Jima y fue dirigida por Clint Eastwood. En 2009, Bradford fue elegido como uno de los protagonistas en I Hope They Serve Beer in Hell, basado en el libro de Tucker Max.
Fue un inversionista en el club nocturno de Manhattan The Plumm, junto a Chris Noth, Samantha Ronson, y Noel Ashman, entre otros.
Bradford estaba en el reparto principal de la serie dramática de corta duración Outlaw en 2010.
En 2016, estuvo en varios episodios de Code Black.

## Vida personal
Bradford era inversor en el club nocturno de Manhattan, The Plumm, junto a Chris Noth, Samantha Ronson y Noel Ashman, entre otros.
En 2015, se le ligó sentimentalmente a la artista de hip hop Azealia Banks.
En diciembre de 2018 se casó con la actriz Andrea Watrouse. Su hija Magnolia nació el 29 de mayo de 2021.

## Filmografía

### Cine
| Año  | Título                                      | Papel                          | Notas        |
| ---- | ------------------------------------------- | ------------------------------ | ------------ |
| 1984 | Falling in Love                             | Joe Raftis                     |              |
| 1989 | Prancer                                     | Muchacho #1                    |              |
| 1990 | Presumed Innocent                           | Nat Sabich                     |              |
| 1990 | My Blue Heaven                              | Jamie                          |              |
| 1991 | The Boy Who Cried Bitch                     | Mike Love                      |              |
| 1993 | King of the Hill                            | Aaron                          |              |
| 1995 | Far from Home: The Adventures of Yellow Dog | Angus McCormick                |              |
| 1995 | Hackers                                     | Joey Pardella                  |              |
| 1996 | Romeo + Juliet                              | Balthasar                      |              |
| 1998 | La hija de un soldado nunca llora           | Billy Willis (14 años de edad) |              |
| 1999 | Speedway Junky                              | Johnny                         |              |
| 2000 | Cherry Falls                                | Rod Harper                     |              |
| 2000 | Bring It On                                 | Cliff Pantone                  |              |
| 2000 | Dancing at the Blue Iguana                  | Jorge                          |              |
| 2001 | According to Spencer                        | Spencer                        |              |
| 2002 | Clockstoppers                               | Zak Gibbs                      |              |
| 2002 | Swimfan                                     | Ben Cronin                     |              |
| 2004 | Eulogy                                      | Ryan Carmichael                |              |
| 2005 | Happy Endings                               | Nicky                          |              |
| 2005 | Heights                                     | Alec                           |              |
| 2006 | Flags of Our Fathers                        | Rene Gagnon                    |              |
| 2008 | My Sassy Girl                               | Charlie Bellow                 |              |
| 2008 | The Echo                                    | Bobby Reynolds                 |              |
| 2008 | W.                                          | Thatcher                       |              |
| 2009 | Table for Three                             | Ryan                           |              |
| 2009 | I Hope They Serve Beer in Hell              | Drew                           |              |
| 2010 | Perfect Life                                | Jack Parsons                   |              |
| 2011 | You're a Wolf                               | Tyler                          | Cortometraje |
| 2011 | Son of Morning                              | David                          |              |
| 2012 | Item 47                                     | Bennie Pollock                 |              |
| 2013 | The Power of Few                            | Dom                            |              |
| 2013 | 10 Rules for Sleeping Around                | Vince Johnson                  |              |
| 2015 | Badge of Honor                              | Mike Gallo                     |              |
| 2016 | The California No                           | Colton                         |              |
| 2016 | Dead Awake                                  | Evan                           |              |
| 2017 | The Year Of Spectacular Men                 | Aaron Ezra                     |              |
| 2018 | California No                               | Colton                         |              |
| 2018 | The Day of Matthew Montgomery               | Matthew Montgomery             | Corto        |

### Televisión
| Año       | Título              | Papel             | Notas                                                                |
| --------- | ------------------- | ----------------- | -------------------------------------------------------------------- |
| 1986      | Classified Love     | Anthony           | Película para televisión                                             |
| 1991      | The Boys            | Walter Farmer Jr. | Película para televisión                                             |
| 1993      | Tribeca             | Josh              | Episodio: "The Rainmaker"                                            |
| 2003–2004 | The West Wing       | Ryan Pierce       | Recurrente. 9 Episodios                                              |
| 2006      | Twenty Questions    | Jackson Lynch     | Película para televisión                                             |
| 2009      | The Eastmans        | Dr. Seth Eastman  | Piloto televisivo no vendido                                         |
| 2010      | Outlaw              | Eddie Franks      | Personaje principal. 8 Episodios                                     |
| 2011      | Other People's Kids | Adam              | Película para televisión                                             |
| 2012–2013 | Guys with Kids      | Chris             | Personaje principal. 18 Episodios                                    |
| 2014      | Sequestered         | Danny Ferman      | Personaje principal. 12 Episodios                                    |
| 2016      | Code Black          | Gordon Heshman    | Episodios: "First Date", "The Fifth Stage", "Diagnosis of Exclusion" |
| 2016-2019 | Teachers            | Jacob             | Episodio: "Jacob"                                                    |
| 2016      | Love                | Carl              | Episodio: "Party in the Hills"                                       |
| 2016      | NCIS                | John Bishop       | Episodio: "Enemy Combatant"                                          |
| 2017-2018 | Shooter             | Harris Downey     | Recurrente                                                           |
| 2018      | Deception           | Rafe Willems      | Episodio: "Black Art"                                                |
| 2019      | Magnum P.I.         | Neal Conlan       | Episodio: "Lie, Cheat, Steal, Kill"                                  |